# Algemene termijnenwet
De Algemene termijnenwet (Atw) is een Nederlandse wet waarin de algemeen erkende feestdagen zijn vastgelegd en waarin wordt geregeld hoe moet worden omgegaan met wettelijke termijnen als deze eindigen op een zaterdag, zondag of een feestdag. De Algemene termijnenwet schrijft onder andere voor dat een wettelijke termijn wordt verlengd als deze zou eindigen op een van deze dagen of als zulke dagen een substantieel deel van de termijn uitmaken.

## Algemeen erkende feestdagen
In het eerste lid van artikel 3 van Algemene termijnenwet worden de volgende dagen als algemeen erkende feestdagen aangemerkt:
- Nieuwjaarsdag (1 januari)
- Tweede Paasdag
- Hemelvaartsdag
- Tweede Pinksterdag
- Koningsdag
- Bevrijdingsdag (5 mei; in de wet wordt niet de naam maar de datum van de feestdag genoemd)
- Beide kerstdagen (25 en 26 december)

Het tweede lid van artikel 3 stelt Goede Vrijdag gelijk aan een algemeen erkende feestdag en ingevolge het derde lid kunnen bij koninklijk besluit ook andere dagen gelijkgesteld worden met een algemeen erkende feestdag.
Eenmaal in de drie jaar wordt een besluit genomen waarbij een aantal dagen met een feestdag gelijkgesteld wordt. Voorbeelden hiervan zijn de maandag vóór Nieuwjaarsdag, Koningsdag, Bevrijdingsdag en Eerste Kerstdag als deze feestdagen op een dinsdag vallen, alsmede de vrijdag ná Nieuwjaarsdag, Koningsdag, Bevrijdingsdag en Tweede Kerstdag als deze feestdagen op een donderdag vallen. De vrijdag na Hemelvaartsdag wordt in de praktijk altijd gelijkgesteld met een feestdag. Wanneer Hemelvaartsdag op 7 mei valt ontstaat de bijzondere omstandigheid dat ook woensdag 6 mei (dan de dag vóór Hemelvaart maar ná Bevrijdingsdag) gelijkgesteld wordt. Dit leidt ertoe dat de termijn met maximaal 9 dagen kan worden verlengd. Een termijn die op zaterdag 2 mei zou aflopen wordt dan verlengd t/m maandag 11 mei. Bijzonder is dat met het besluit van 20 september 2019 de toenmalige Minister van Justitie de dagen maandag 4 mei 2020, maandag 26 april 2021 en vrijdag 6 mei 2021 vergeten is deze gelijk te stellen met een feestdag. Met het besluit van 24 maart 2022 worden de dagen vrijdag 28 april 2023 en vrijdag 27 december 2024 weer wel gelijkgesteld.
De erkenning van een feestdag door de Algemene termijnenwet staat los van de vraag of mensen op die dag vrij krijgen; dit wordt geregeld in cao's of bedrijfsgebonden regels. Zo geven veel bedrijven slechts eenmaal in de vijf jaar vrij op Bevrijdingsdag.

## Bepalingen over termijnen
De Algemene termijnenwet geeft twee redenen om een wettelijke termijn te verlengen:
- Als de termijn eindigt in het weekend (op een zaterdag of zondag), op een algemeen erkende feestdag of op een daarmee gelijkgestelde dag (zie boven), wordt deze termijn verlengd tot en met de eerstvolgende gewone dag die niet onder een van deze categorieën valt (artikel 1 lid 1). Dit geldt niet voor termijnen die worden teruggerekend vanaf een reeds vastgestelde einddatum; als de begindatum in het weekend of op een feestdag valt, wordt deze dus niet verschoven (art. 1 lid 2).
- Een termijn moet minimaal twee gewone werkdagen (dagen anders dan een zaterdag, zondag, algemeen erkende feestdag of daarmee gelijkgestelde dag) bevatten, de aanvangsdag niet meegerekend (artikel 2). Deze bepaling geldt alleen voor termijnen van drie dagen of langer. Zo zou een termijn van drie dagen die begint op vrijdag zonder deze bepaling eindigen op maandag, maar dan zou deze grotendeels in het weekend vallen. Op grond van deze bepaling wordt de termijn dan verlengd tot en met dinsdag. In dit geval maakt het niet uit dat de termijn, die eventueel al verlengd is op grond van de eerste bepaling, op een werkdag eindigt.[2]

De Algemene termijnenwet geldt alleen voor termijnen die in een wet in formele zin staan of in een algemene maatregel van bestuur (amvb), zij het dat specifieke wetten of amvb's afwijkende bepalingen kunnen bevatten. De wet is dus niet van toepassing op contractueel overeengekomen termijnen en op termijnen in ministeriële regelingen en in plaatselijke verordeningen. Verder noemt de wet zelf een aantal uitzonderingen:
- termijnen van meer dan drie maanden;
- termijnen die in aantal uren omschreven zijn;
- de duur van vrijheidsbeneming (gevangenisstraf);
- termijnen voor wetswijzigingen en de bekendmaking daarvan.

## Wetsgeschiedenis
Minister van justitie Beerman diende het wetsvoorstel voor de Algemene termijnenwet op 26 maart 1963 in bij de Tweede Kamer. De aanleiding voor het indienen van het wetsvoorstel was de verkorting van de werkweek door de invoering van de vrije zaterdag. Door sluiting van overheidsdiensten, juridische kantoren en bedrijven op die dag ondervond het rechtsverkeer belemmeringen bij het voldoen aan wettelijke termijnen voor formele handelingen. Men maakte van de gelegenheid gebruik om ook een regeling te treffen voor zondagen en algemeen erkende feestdagen en bestaande regelingen te uniformeren. Daarbij werd ook formeel vastgesteld welke feestdagen algemeen erkend werden.
Tijdens de parlementaire behandeling wijzigde minister Ynso Scholten, die Beerman intussen was opgevolgd, in april 1964 het wetsvoorstel op een aantal punten. Zo werd de bovengenoemde bepaling over Goede Vrijdag toegevoegd; in het oorspronkelijke wetsvoorstel ontbrak deze christelijke gedenkdag, waarvoor men overigens de term feestdag niet passend vond. Naast het commentaar van de Kamercommissie voor Justitie waren deze wijzigingen deels gebaseerd op beschouwingen van hoogleraar A.P. Funke in het Nederlands Juristenblad. Het pleidooi van sommige Kamerleden om het wetsvoorstel uit te breiden tot alle krachtens een wet gestelde termijnen (dus ook die in ministeriële regelingen) en tot de termijnen van lagere overheden, haalde het echter niet.
De Algemene termijnenwet trad op 1 april 1965 in werking. Gelijktijdig met de Algemene termijnenwet was ook een voorstel voor een Aanpassingswet (Wet tot aanpassing aan de Algemene termijnenwet van enige wetten) ingediend en vastgesteld. Deze betrof bestaande wetten waar het departement van Justitie over ging.
In de decennia hierna waren er nauwelijks inhoudelijke wijzigingen in de Algemene termijnenwet. Wel werd in 1982 Bevrijdingsdag toegevoegd aan de lijst met erkende feestdagen. Dit voorstel was op 18 juni 1981 aangeboden bij de Tweede Kamer. De aanleiding voor deze wijziging was het besluit om 5 mei voortaan jaarlijks te vieren als nationale feestdag en de rijksdienst op die dag te sluiten. In tweede instantie werd met dezelfde wetswijziging ook de aanduiding van Koninginnedag gemoderniseerd en in overeenstemming werd gebracht met terminologie van de Grondwet (“de dag waarop de verjaardag des Konings wordt gevierd” werd “de dag waarop de verjaardag van de Koning wordt gevierd”).
Bij de herinrichting van het Koninkrijk der Nederlanden per 10 oktober 2010 werd de Algemene termijnenwet via artikel 8.5 van de Aanpassingswet openbare lichamen Bonaire, Sint Eustatius en Saba ook geldig in Caribisch Nederland: de openbare lichamen Bonaire, Sint Eustatius en Saba. Voor de duidelijkheid werd dit vermeld in een extra artikel 5a van de Algemene termijnenwet. Tussendoor was op 17 februari 1999 een tekstuele omissie (een ontbrekend lidwoord) in het eerste artikel hersteld, als onderdeel van de Reparatiewet I die ook tweehonderd andere wetten corrigeerde.